# Kallima paralekta
Kallima paralekta is een vlinder uit de familie Nymphalidae. De wetenschappelijke naam van de soort is voor het eerst geldig gepubliceerd in 1829 door Thomas Horsfield.